# The Force Awakens from Its Nap
The Force Awakens from Its Nap (Maggie Simpson en El Despertar De La Siesta, en Hispanoamérica) es un cortometraje de animación estadounidense basado en la serie de televisión Los Simpson, producido por Gracie Films y 20th Television Animation para Disney+.
Es el tercer cortometraje de la franquicia de Los Simpson y el primer cortometraje promocional que se relaciona con las marcas y títulos de Disney+. El corto fue lanzado el 4 de mayo de 2021 en Disney+.

## Sinopsis
Marge deja a Maggie en la guardería "Ayn Rand School for Tots", pero la bebé prefiere ir al "Jabba's Hut Jedi Preschool", una nueva guardería donde Maggie se queda. Al principio está asustada porque no tiene su chupón, pero aparece un BB-8 que la hace sentir mejor y le promete recuperar su chupón. Durante su búsqueda, el BB-8 es golpeado por otros robots del mismo tipo pero logra recuperar el objeto. Todo esto termina cuando aparece Darth Maul Baby (interpretado por Gerald) para atacar a Maggie. Aunque logra evadirlo de muchas formas, Maggie termina siendo acorralada cerca de un librero el cual, le cae encima gracias a Darth Maul Baby. Inicialmente, el BB-8 cree que Maggie ha muerto pero ella se levanta de entre los escombros, donde alega el porqué está viva (revelando las reglas de Star Wars para personajes importantes).
Al final, Maggie junto al BB-8, contemplan el atardecer en Tatooine.

## Producción
El corto fue dirigido por David Silverman, producido por James L. Brooks, Matt Groening y Al Jean quienes también fueron los guionistas, música hecha por Hans Zimmer, grabado y editado en Gracie Films y distribuido por Disney+.

## Desarrollo
La idea detrás de un corto de Star Wars protagonizado por Maggie Simpson surgió en enero de 2021. Como la biblioteca de Los Simpson de Disney+ fue bien recibida, el productor ejecutivo James L. Brooks propuso hacer una serie de cortos donde el programa interactuara con otras franquicias disponibles en el servicio de streaming. El showrunner Al Jean propuso la idea de hacer un corto centrado en Star Wars en el que Maggie es enviada a un preescolar Jedi. Anteriormente se habían producido dos cortos protagonizados por Maggie, The Longest Daycare y Playdate with Destiny , en 2012 y 2020. Tanto Lucasfilm como Disney+ mostraron entusiasmo por la idea y pidieron al equipo de Los Simpson que tuvieran el corto listo para el 4 de mayo de 2021, dado que en esa fecha se celebra el "Día de Star Wars".
Jean escribió el guion junto con Joel Cohen y Mike Price y el director de Los Simpson, David Silverman, dirigió el corto. El primer borrador del corto estuvo listo el 18 de enero. Trabajaron estrechamente con Lucasfilm durante todo el desarrollo del corto, brindando sugerencias y asegurándose de que el equipo de Los Simpson utilizara el universo completo de sus personajes. Entre los personajes incluidos en el corto se encuentran Darth Maul Baby y BB-8, pero solo se hizo referencia a Grogu (más conocido como "Baby Yoda") pero no se incluyó, ya que Jean consideró que el personaje es probablemente el más buscado. de Disney, por lo que no querían que quedara sobreexpuesto. El equipo de Lucasfilm también les ayudó a transliterar la escritura de la pizarra a Aurebesh. El corto se terminó el 30 de abril, cuatro días antes de su fecha de estreno.

## Elenco
- Julie Kavner como Marge Simpson.
- Yeardley Smith como Maggie Simpson.